# Blanka Linhartová
Blanka Linhartová, coniugata Štěpánková  (Pelhřimov, 30 novembre 1958), è un'ex cestista cecoslovacca.

## Carriera
Con la Cecoslovacchia ha disputato i Campionati europei del 1983.